# Хиджон (правитель Корё)
Хиджон (кор. 희종, 熙宗, Huijong) — 21-й правитель корейского государства Корё, правивший в 1204—1212 годах. Имя — Ён. Второе имя — Пульпхи.
Посмертный титул — Инмок Сонхё-тэван.